# Park Narodowy Mont Péko
Park Narodowy Mont Péko (fr. Parc national du Mont Péko) – park narodowy w zachodniej części republiki Wybrzeża Kości Słoniowej, utworzony w 1968 roku.

## Opis
Park Narodowy Mont Péko został utworzony dekretem nr 68-69 z 9 lutego 1968 roku. Powstał on w celu ochrony szczytów gór Mont Kahoué i Péko oraz zachowania flory i fauny tego obszaru. Jego powierzchnia wynosi 34 000 ha.
Nazwa parku pochodzi od góry Mont Péko znajdującej się w północnej części parku. Większość terenów parku leży na wysokości od 300 do 500 m n.p.m. Do najwyższych punktów parku należą szczyty: Mont Péko (1002 m n.p.m.), Mont Guéi (1096 m n.p.m.) oraz Mont Kahoué (967 m n.p.m.).
Średnia roczna temperatura wynosi 24,5 °C. Większość opadów w parku przypada na maj-czerwiec i wrzesień-październik.

## Flora
W parku stwierdzono występowanie m.in. gatunków takich jak: Albizia adianthifolia, Albizia ferruginea, Aptandra zenkeri, Baphia nitida, Berlinia occidentalis, Brillantaisia lamium, Bussea occidentalis, Callichilia subsessilis, Calpocalyx brevibracteatus, Chrysophyllum azaguieanum, Chrysophyllum taiense, Cissus doeringii, Clappertonia minor, Cola caricifolia, Cordia platythyrsa, Costus deistelii, Crossostemma laurifolium, Cryptosepalum tetraphyllum, Cynometra ananta, Cyperus tenuiculmis, Dactyladenia scabrifolia, Daniellia thurifera, Dasylepis brevipedicellata, Dialium aubrevillei, Dicranolepis persei, Dictyophleba leonensis, Diospyros heudelotii, Dolichos tonkouiensis, Dracaena cristula, Drypetes afzelii, Entandrophragma candollei, sapele Entandrophragma cylindricum, Eribroma oblongum, Eugenia leonensis, Eugenia salacioides, Garcinia afzelii, Garcinia kola, Gomphia schoenleiniana, Guibourtia ehie, Hibiscus comoensis, Hymenocardia lyrata, Irvingia gabonensis, Khaya anthotheca, Khaya grandifoliola, Lychnodiscus dananensis, Macaranga beillei, Macaranga heterophylla, Maytenus undata, Milicia excelsa, Milicia regia, Millettia zechiana, Monocymbium deightonii, Myrianthus libericus, Nauclea diderrichii, Nemum bulbostyloides, Nesogordonia kabingaensis var. kabingaensis, Pavetta platycalyx, Premna hispida, Psychotria spathacea, Pterygota macrocarpa, Rinorea kibbiensis, Rinorea longicuspis, Salacia leonensis, Scadoxus multiflorus, Spermacoce ivorensis, Streptocarpus nobilis, Strychnos cuminodora, Tabernaemontana africana, Trichilia ornithothera, Triplochiton scleroxylon, Urera robusta, Vepris suaveolens, Xylia evansii, Xylopia villosa.